# Твердохліб Марко
Марко Твердохліб (рос.Марк Твердохлеб; нар.? — пом.після 1828) — хорунжий Чорноморського і Усть-Дунайського Буджацького козацьких військ.

## Життєпис
Брав участь в російсько-турецьких війнах 1787-1792 і 1806-1812рр.
В Чорноморському війську — хорунжий, з 11 грудня 1790р. підвищений в чин армійського прапорщика (ймовірно після взяття Ізмаїла).
В Усть-Дунайському Буджацькому війську — полковий хорунжий.
1820р. разом з колишніми усть-дунайськими козаками і старшинами оселився в Акмангиті.
У 1828р. записався до Дунайського козацького війська.